# RD-214
RD-214 – silnik rakietowy konstrukcji radzieckiej. Opracowywany w latach 1955–1959. Spalał mieszankę kwasu azotowego i nafty, w proporcjach 3,97:1. Odnotowano użycie około 181 silników tego typu. Silnik posiadał 4 komory (o śr. 48 cm i śr. dyszy 17,6 cm). Pracował w cyklu otwartym. Zasilany był pojedynczą turbopompą napędzaną gazowym H2O2 z generatora gazu. Zapłon dokonywany był mieszanką TG-02.